# Nocturne (film 1980)
Nocturne è un cortometraggio del 1980 scritto e diretto da Lars von Trier.

## Trama
Una donna si sveglia in una stanza in piena notte; non riesce a riaddormentarsi e allora telefona a un'amica.

## Riconoscimenti
- Internationales Festival der Filmhochschulen München
  - Miglior film [7]